# Grand Rapids (Ohio)

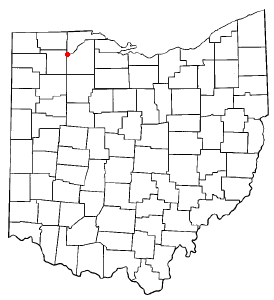
Grand Rapids na planie stanu Ohio

Grand Rapids – wieś w USA, w stanie Ohio, w hrabstwie Wood.
Liczba mieszkańców w 2010 roku wynosiła 965, a w roku 2012 wynosiła 980.